# The Way I Feel (Sonny Rollins)
| Recensione | Giudizio |
| ---------- | -------- |
| AllMusic   |          |

The Way I Feel è un album in studio del sassofonista jazz statunitense Sonny Rollins, pubblicato dalla Milestone Records nel marzo del 1977 .

## Tracce
LP (1977, Milestone Records, M-9074)
Lato A
Musiche di Sonny Rollins, eccetto dove indicato.
1. Island Lady – 5:51
2. Asfrantation Woogie – 3:14
3. Love Reborn – 5:13 (musica: George Duke)
4. Happy Feel – 3:53

Lato B
Testi e musiche di Sonny Rollins, eccetto dove indicato.
1. Shout It Out – 5:45 (musica: Patrice Rushen)
2. The Way I Feel About You – 5:34 (musica: George Duke)
3. Charm Baby – 7:25

## Formazione
- Sonny Rollins – sassofono tenore
- Patrice Rushen – pianoforte elettrico, pianoforte acustico, clavinet, sintetizzatori
- Lee Ritenour – chitarra
- Alex Blake – basso acustico (A3 e B2), basso elettrico (B3)
- Charles Meeks – basso elettrico (A1, A2, A4 e B1)
- Billy Cobham – batteria
- Bill Summers – congas, percussioni

Sezione strumenti a fiato (eccetto nei brani: A3 e B3)
- Oscar Brashear – tromba
- Chuck Findley – tromba
- Gene Coe – tromba
- George Bohanon – trombone
- Lew McCreary – trombone
- Marilyn Robinson – corno francese
- Alan Robinson – corno francese
- Don Waldrop – tuba
- Bill Green – piccolo, flauto, sassofono soprano
- Wade Marcus – arrangiamento e conduzione sezione strumenti a fiato

### Produzione
- Orrin Keepnews – produzione
- Registrazioni (e remixaggio) effettuate al Fantasy Studios di Berkeley, California, agosto e ottobre 1976.
- Registrazioni aggiuntive effettuate al Total Experience Recording Studios, Los Angeles, California nell'ottobre 1976
- Eddie Bill Harris – ingegnere delle registrazioni e del remixaggio
- Jackson Schwartz – assistente ingegnere delle registrazioni
- Larry Miles – ingegnere delle registrazioni aggiuntive (strumenti a fiato e sintetizzatori)
- David Turner – Mastering
- Phil Carroll – grafica copertina album originale
- Phil Carroll e Krys Kleer – design copertina album originale
- Phil Bray – foto copertina album [4]